# Václav Turek (umělec)
Václav Turek (2. července 1924, Šahy - 29. ledna 1988, Praha) byl profesionální český malíř, grafik a sochař s pohotovou schopností diferencovat žánr střídal motivy krajinářské i figurální v názorové polarizaci mezi abstrakcí a moderním realismem. Zřejmá byla také polarizace dvou odlišných směrů, abstrakcí a moderním realismem. V tvorbě Václava Turka cítíme zřejmou reflexi vrcholného období klasiků evropské i české moderní malby v osobité interpretaci podbarvené křehkou atmosférou kultivované barevnosti a světelné režie. V tvorbě Václava Turka cítíme zřejmou reflexi vrcholného období klasiků evropské i české moderní malby v osobité interpretaci podbarvené křehkou atmosférou kultivované barevnosti a světelné režie.

## Život
Akad. mal. Václav Turek se narodil 2. července 1924 v Šahách (Slovensko) v rodině českého stavebního inženýra. Po jeho smrti v r. 1937 se rodina vrátila zpět do Prahy.

## Studium a pedagogická činnost
Václav Turek studoval na Národní grafické škole u profesorů J. Vodrážky
a K. Müllera a poté na Akademii výtvarných umění v Praze v ateliéru prof. Vlastimila Rady (1945 – 1950). Jeho generačními druhy byli Oldřich Oplt, Josef Jíra, Ladislav Čepelák, Vladimír Tesař, Bohdan Kopecký aj. V letech 1962 – 1965 absolvoval interní aspiranturu na AVU, pracoval jako asistent v ateliéru prof. V. Rady a posléze v ateliéru prof. Karla Součka. Od počátku 70. let až do své smrti v roce 1988 vedl na AVU samostatný kurz figurálního kreslení (tzv. „Večerní akt“). Jeho rukama prošly stovky posluchačů, které si z jeho nápaditě a intenzivně vedených kurzů odnesly nejenom základy této fundamentální disciplíny ale i důležité poselství do života. Jeho schopnost vyhmátnout podstatu, upozornit na chybu, jedním tahem úhlu zkorigovat ztracenou věc či povzbudit v boji na počátku zápasu byla příslovečná a obdivuhodná. Nikdy nevstoupil do komunistické strany, což mu spolu s emigrací jeho sestry znemožnilo jakýkoliv kariérní postup. Strávil celou svoji pedagogikou dráhu jako odborný asistent, snad jediný a nejdéle sloužící v dějinách pražské Akademie.

### Další
Od r. 1951 byl členem Umělecké besedy a Svazu českých výtvarných umělců.
Působil jako soudní znalec v oboru výtvarné umění.

## Dílo
Tvorba Václava Turka zahrnuje malbu, grafiku, kresby, artprotisy a sochy. Ve svém díle střídal motivy krajinářské i figurální, v názorové polarizaci mezi abstrakcí a moderním realismem.
Nikdy se vlastně netrefil do dobového vkusu společnosti. V dobách, které přály realismu, byl příliš avantgardní a neangažovaný, zatímco v dobách „avantgardních“ byl příliš realistický. V jeho tvorbě je zřejmá reflexe vrcholného období klasiků evropské i české moderní malby v osobité interpretaci podbarvené křehkou atmosférou kultivované barevnosti a světelné režie. Díla Václava Turka se integrálně vřazují do vývoje moderního českého umění.
V roce 1962, u příležitosti jeho první samostatné výstavy, napsal V. Rada: „Václav Turek usiluje o vyjádření toho, co cítí a co prožil. Jsou to zážitky spíše vnitřní, než vizuální. Vidím jak jeho svět, svět jeho představ se zužuje, ale také koncentruje. Jedná se tu především o člověka, o jeho tvář, jeho osud. Vše vyjádřeno soudobými, úspornými a často i úpornými prostředky.“
V pozdějších letech, kdy městské motivy a portrétní tvorbu zatlačila do pozadí krajinomalba. Na této proměně měl rozhodující podíl i jeho rodící se hluboký vztah k jižním Čechám. Hlavním motivem jeho obrazů se staly geometrizující linie vesnických štítů. Znovu a znovu v nekonečných variantách kladl do magického prostoru krajiny kvádry a trojúhelníky, ze kterých skládal venkovská stavení. Za jejich zdmi je cítit pulzující život, ale je skrytý, tajemný, často opředen melancholickým oparem. Přítomen smutné proměně tradiční vesnice v nesourodý hybrid břízolitových omítek, trojdílných oken a bytovek, snažil se ve svých obrazech zachytit scenérie kamenných zídek, barokních bran i prašných cest s hejny hus, mizejících spolu s kouzlem čistoty a pocitu pevného zakotvení ve světě dávných tradic a odvěkých jistot vycházejících z minulosti. Jeho zážitek konkrétní reality má vždy za sebou výrazně senzitivní základ.
Obrazy vyzařují velkou vnitřní sílu a ztajenou dynamiku, která se od prvotního lyrického vyjádření propracovává k osobitému úspornému výrazu, kde je záměrně potlačena barevnost.
Jeho obrazy se nerodily lehce, byl to vždy poctivý a úporný boj a dlouho trvalo, než byl ochoten obraz považovat za hotový. Do každého obrazu vložil téměř hmatatelně kus sebe, a proto jeho díla vyzařují ztajenou energii nebo pocity zmaru jak je tomu u děl vytvořených po roce 1968. Jeho tvorba se uzavřela předčasně ve druhé polovině 70. let, kdy kvůli zdravotním a postupně i psychickým problémům způsobeným bezútěšným stavem společnosti přestal aktivně tvořit.
Zemřel v roce 1988 aniž se dočkal politických a společenských změn, na které celý život čekal.

### Obrazy (výběr)
portréty K. Sudka, A. Pelce, V. Rady, L. Radové, B. Němcové, J. Zrzavého, K. Makovského, V. Majakovského , J.Wericha, F. Hrubína , I. Šperlinga.
autoportréty
krajiny
sochy
litografie
drobná grafika
kresby

### Galerie

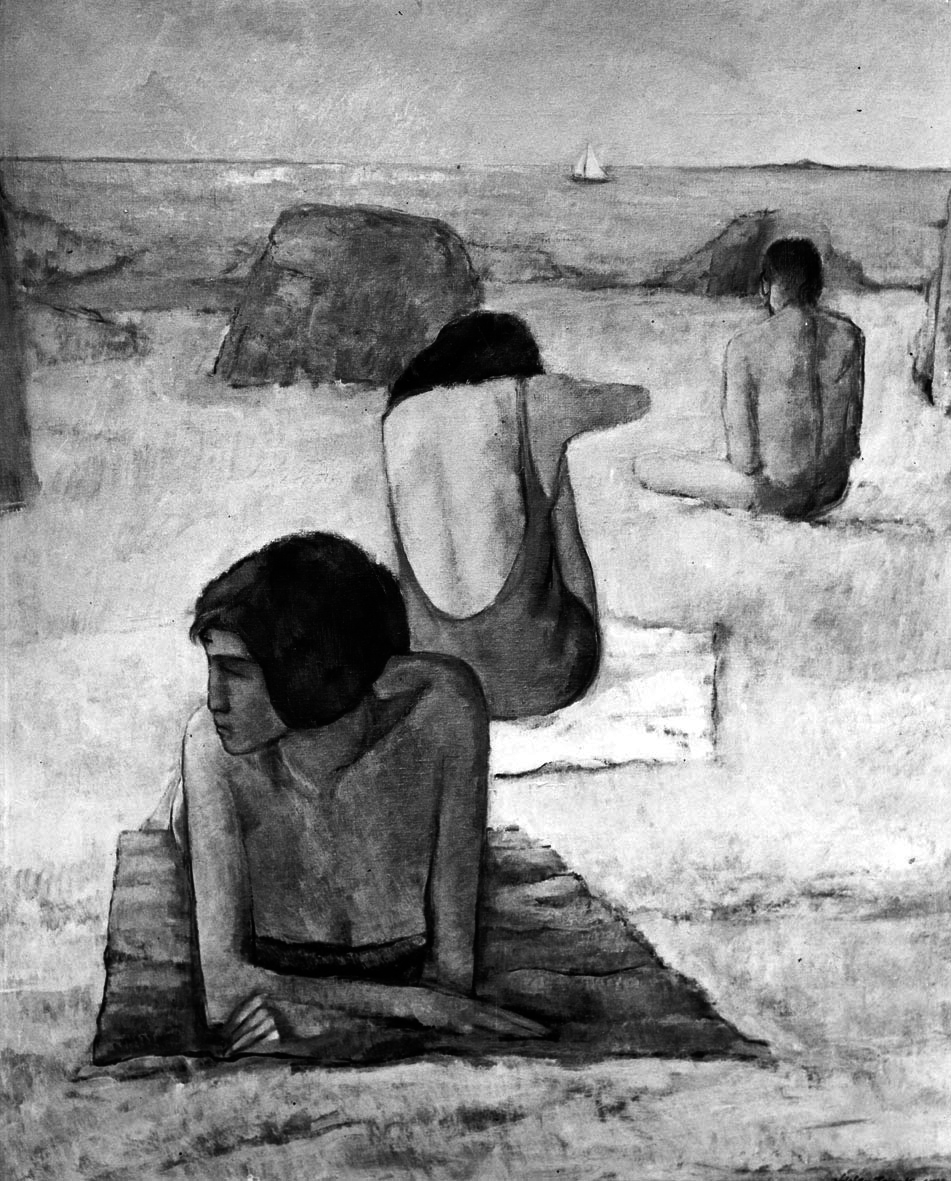
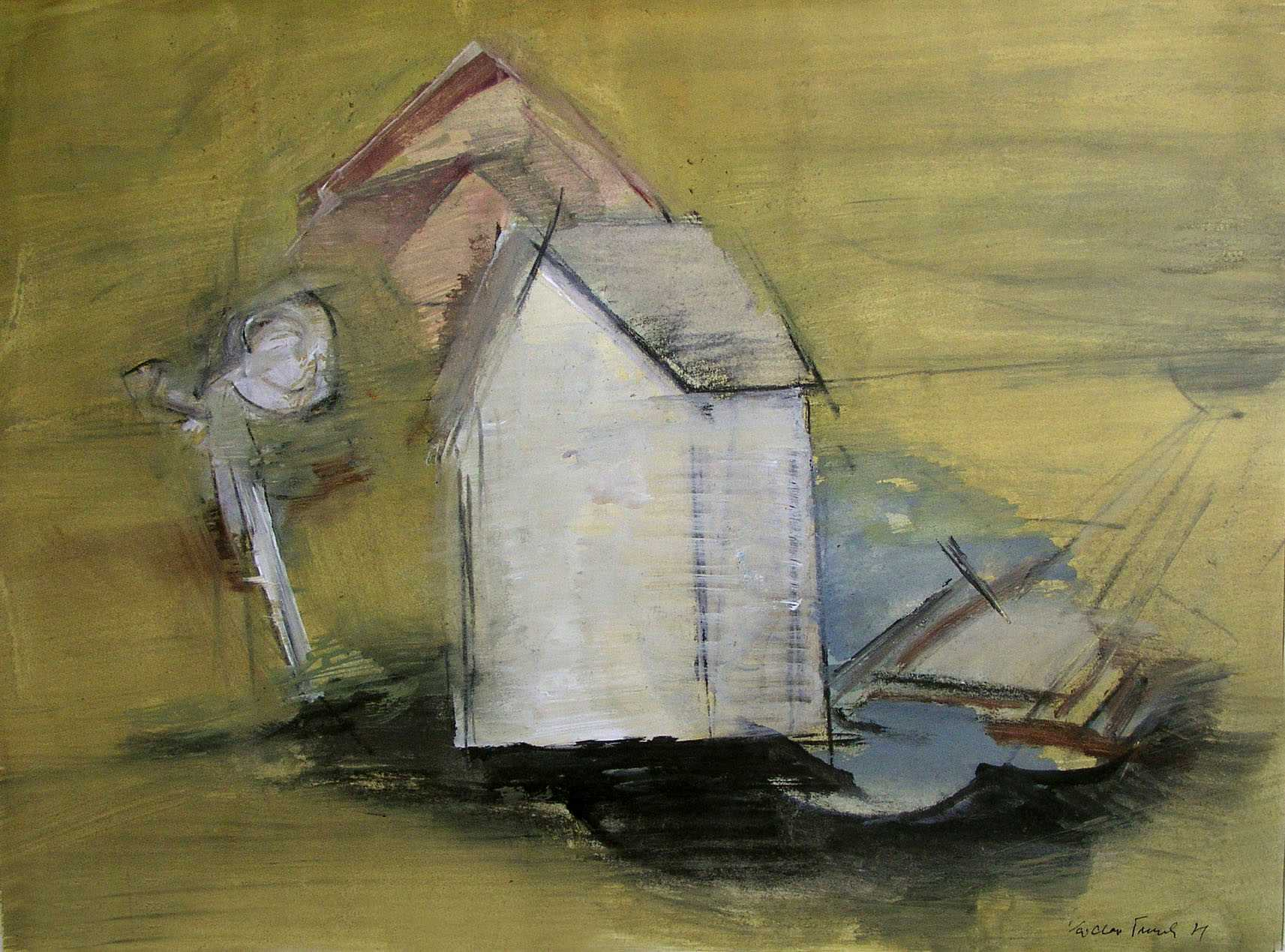
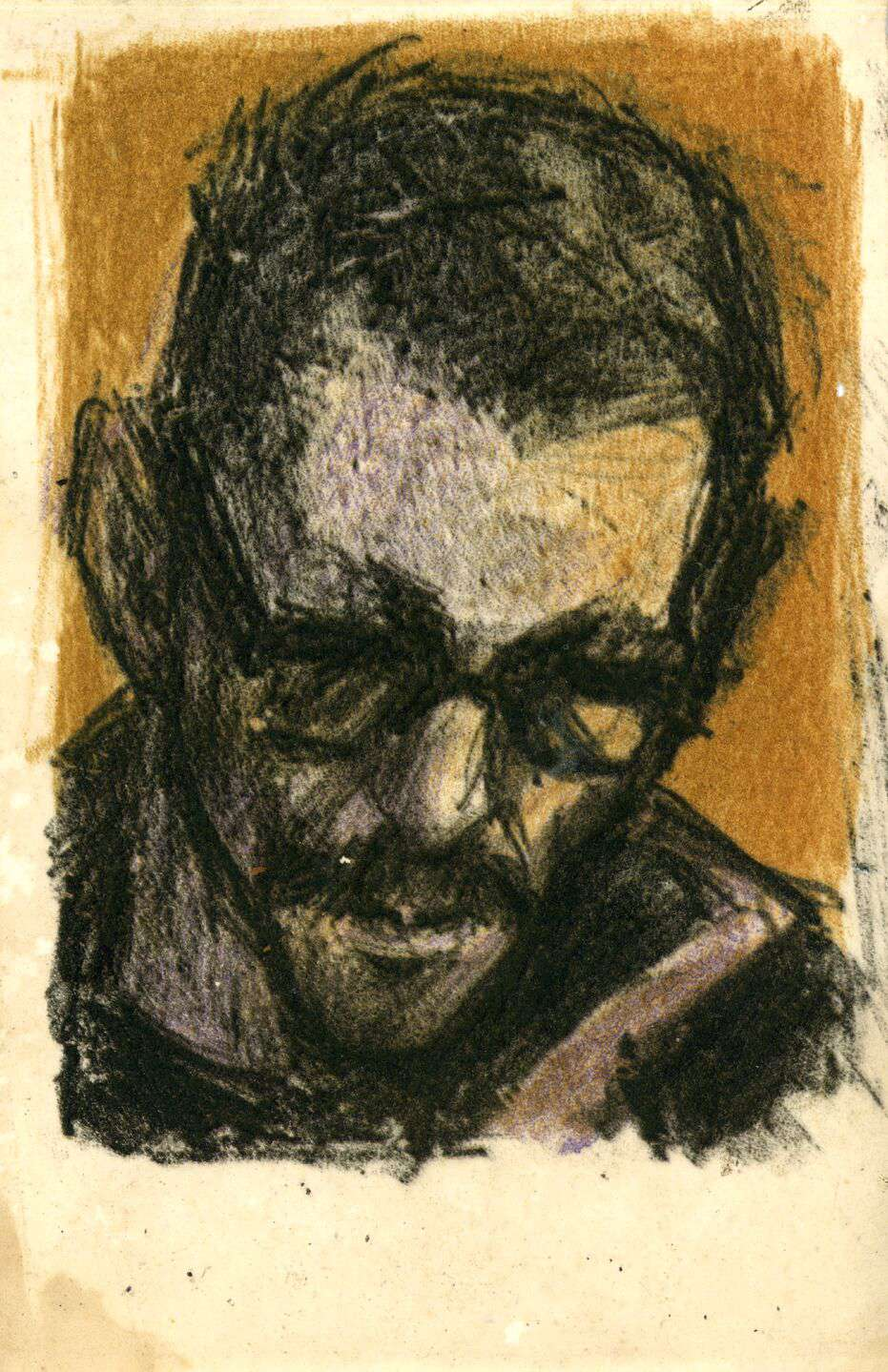
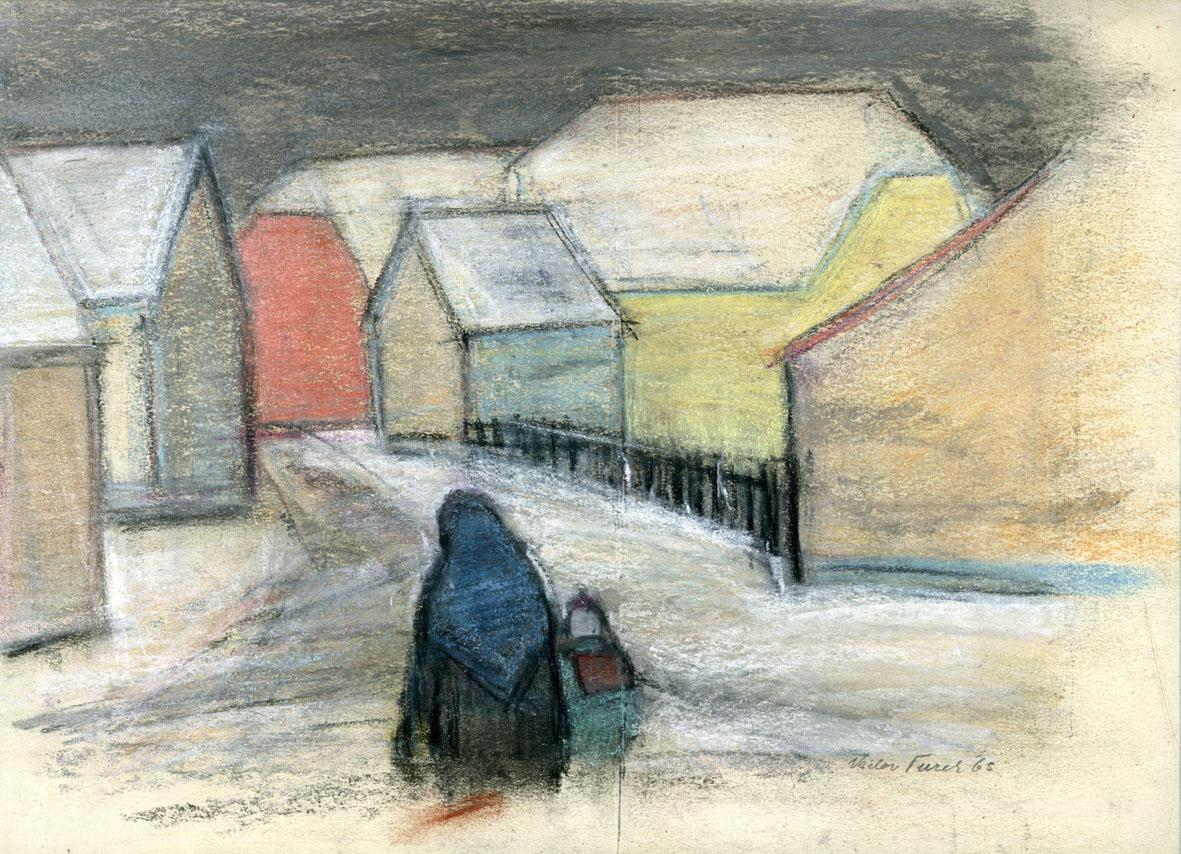
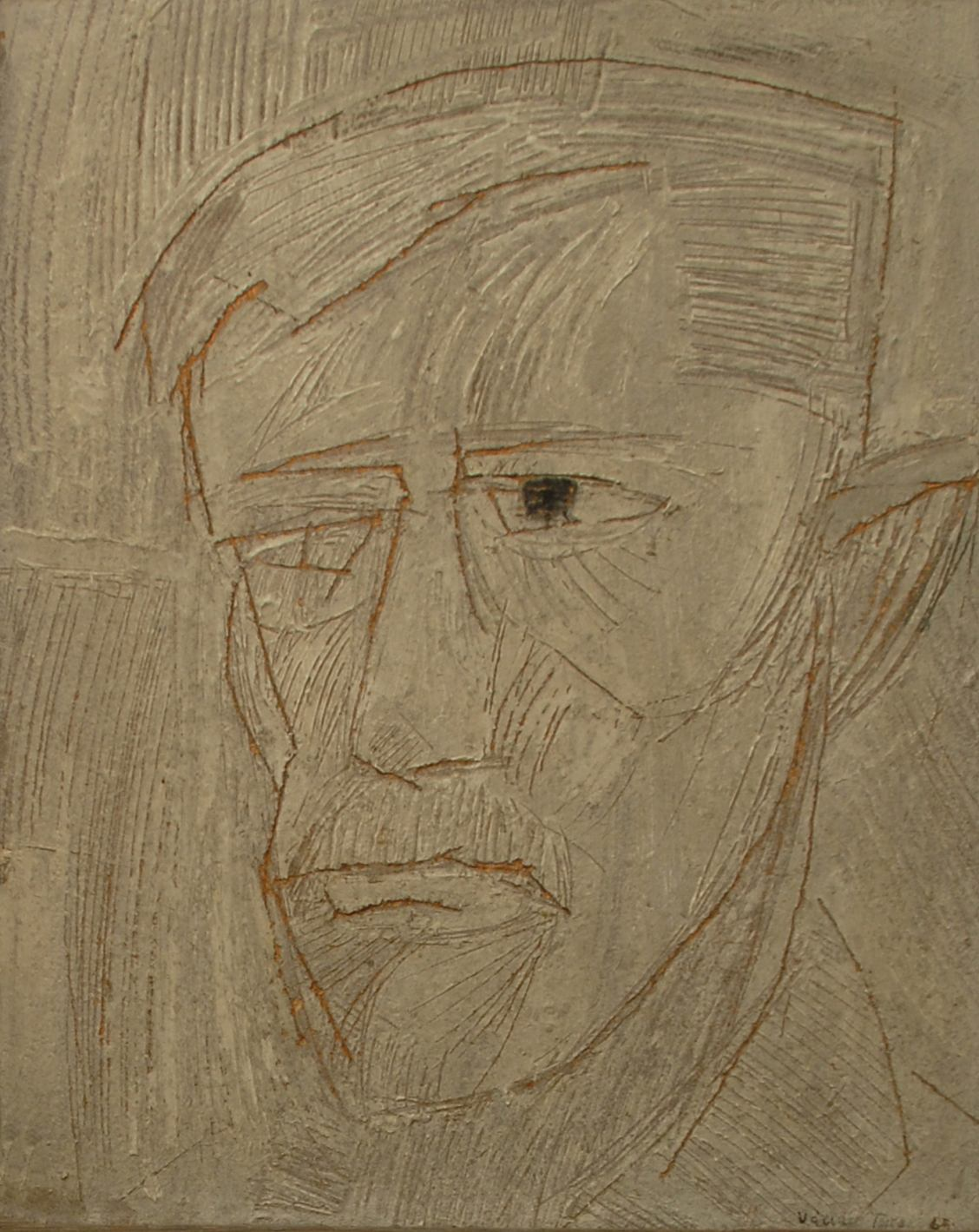
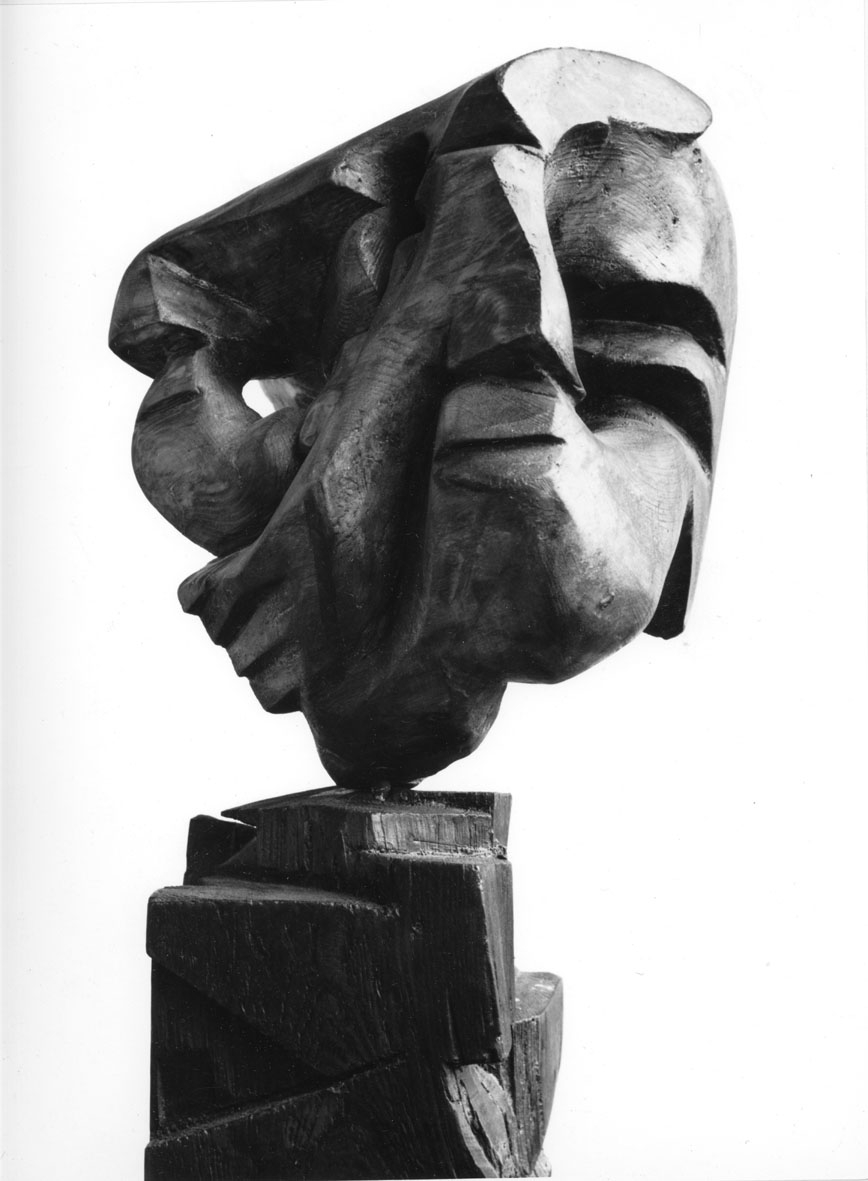
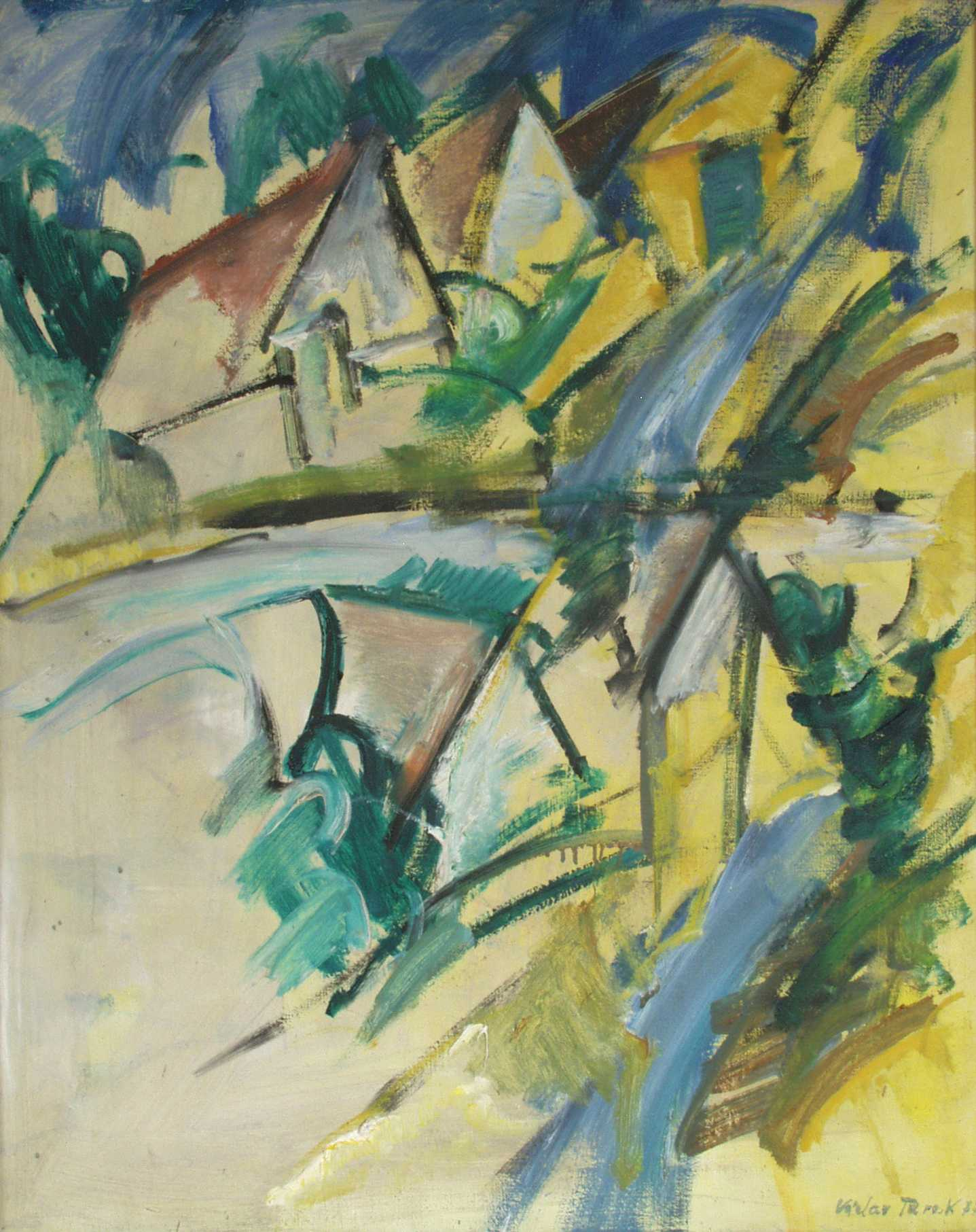

### Galerie, zastoupení
Národní galerie, Alšova jihočeská galerie, Galerie hl. města Prahy, Ministerstvo kultury, Ministerstvo zahraničí, Divadelní ústav, Krajská galerie Roudnice, Středočeská galerie Nelahozeves a další

### Samostatné zastoupení
1962 Nová síň Praha
1974 tamtéž
2004 Malostranská beseda Praha
2008 Galerie Písek

## Publikace
Z materiálů Vlastimila Rady, Miroslava Rataje, Jiřího Kotalíka, Jana Kotalíka a Dagmar Dreslerové sestavila Dagmar Dreslerová
Dreslerová, D. – Stejskal, A. – Beneš, J. 2003: Historická krajina severního Prácheňska. – The Historic Landscape of North Prácheňsko. Písek: Prácheňské nakladatelství *(Náhled online)